# سيدهيو
سيدهيو (بالفرنسية: Sédhiou)‏ هو إقليم في السنغال، بلغ عدد سكانه 452,994 نسمة وذلك حسب إحصائيات سنة 2013، عاصمته Sédhiou ‏، تبلغ مساحته 7,350 كيلومتر مربع.

## الموقع
يشترك في الحدود مع:
- إقليم زيغنشور
- الضفة السفلية
- إقليم كاشيو
- الساحل الغربي
- كولدا
- إقليم أويو.

## التقسيمات الإدارية
- Sédhiou department [الإنجليزية]‏
- Goudomp department [الإنجليزية]‏
- Bounkiling department [الإنجليزية]‏.